# 火星18彈道飛彈
火星18彈道飛彈（朝鲜语：／ Hwaseongpo-18hyeong */?）是朝鮮民主主義人民共和國研發的三級推進式固體燃料洲際彈道飛彈，火星18彈道飛彈是北韓研發的首款固體燃料洲際導彈。
火星18彈道飛彈是北韓政府於2023年2月在朝鮮人民軍建軍75週年紀念日閱兵式公佈的新型導彈，並於2023年4月13號進行首次試射，2023年7月13號再次試射，2023年12月18號進行第三次發射。

## 研發歷史
北韓最高領導人金正恩在2021年1月首次提出「發展固體燃料洲際彈道飛彈」的目標，並將此目標列入北韓的五年武器發展計畫當中。北韓在2022年研發出大型固體推進劑火箭發動機，並於2022年12月15號對其進行靜態地面測試，以測定發動機可以產生的推力，測定的結果為產生140噸推力。
2023年2月8號，在朝鮮人民軍建軍75週年紀念日閱兵式上，北韓調用4架移動式9軸運輸起豎發射車，展示據信是固體燃料洲際彈道飛彈的模型。這些飛彈模型推測是以冷發射系統的方式從發射管當中發射，這樣可以確保飛彈的第一級點火之前就將飛彈發射，保護發射管免受飛彈點火時排出的高溫廢氣損壞。雖然北韓政府並未對是次展示的這些飛彈模型命名，但是通過觀察發現，這些飛彈模型的外觀與北韓研發的北極星5型潛射彈道導彈有所差別。
基於火星18彈道飛彈的飛行軌跡與俄羅斯的白楊-M彈道飛彈的飛行軌跡高度相似，因此美國華盛頓智庫戰略與國際研究中心認為，俄羅斯提供的技術在研發過程當中是不可或缺的一環，否則無法解釋北韓在經歷多次制裁之後仍然能取得研發固體燃料彈道飛彈技術這一現象。

## 發射歷史
北韓政府於2023年4月13號，首次試射火星18彈道飛彈。首次試射時火星18在第一級點火階段，以按照北韓原先預測的最大化射程軌跡飛行，當進入第二、三級點火階段時，飛彈通過點火進而繼續抬高自身飛行的軌跡與高度。由於火星18的飛行軌跡與北韓先前發射的飛彈軌跡迥異，因此日本為應對北韓發射火星18可能會發佈防空警報，因為日本根據火星18第一級點火階段的飛行軌跡之後得出：飛彈在此階段很可能會飛越日本領空。
與北韓原先發射的液體燃料飛彈相比，使用固體燃料的火星18在發射前更難被發現與摧毀。一方面是因為固體燃料飛彈毋需像液體燃料飛彈一樣在發射前進行數小時的燃料加注，並可以避免液體燃料的揮發；二方面是因為固體燃料飛彈在發射階段所需的支援設施比液體燃料飛彈少，進而利於發射前的隱藏，且固體燃料飛彈的發射前準備比液體燃料飛彈要少；三方面是因為固體燃料飛彈的燃料在長期儲存環境下，燃料不會分解或者降解，對於液體燃料飛彈而言在燃料儲存的階段卻經常性遇到此類問題。
2023年7月13號，火星18進行第二次試射。根據北韓媒體勞動新聞的報導，火星18在這次試射期間的飛行距離為1001.2千米，最大的飛行高度為6648.4千米，總共飛行時長為4491秒。這些數據使得火星18成為北韓試射的所有導彈當中，飛行時長和飛行高度最高的導彈。且根據火星18這次試射的飛行數據，可以推測火星18具備飛行1.5萬千米的能力，而以北韓為中心的1.5萬千米範圍內可覆蓋美國本土全域。
2023年12月18號，北韓政府爲抗議美軍將密蘇里號核潛艇部署至釜山海軍基地，遂而進行火星18的第三次發射。根據北韓媒體朝鮮中央通訊社的報導，火星18這次的飛行高度為6518.2公里，飛行距離為1002.3公里，飛行時長為4415秒，飛彈最後落在北韓東海公海目標水域。日本防衛省推測北韓這次發射的火星18在經歷約73分鐘的飛行後，落入北海道奧尻島西北方約250公里的日本專屬經濟區外。韓聯社分析北韓這次發射火星18的目的其一是再次宣告自己有打擊美國本土的力量，其二也是在抗議美國和南韓近期升級對北韓的施壓力度。

## 發射記錄
| 發射次數 | 發射日期       | 發射地點                                                                | 預發射通告 | 發射結果 | 發射備注 |
| -------- | -------------- | ----------------------------------------------------------------------- | ---------- | -------- | --- |
| 1        | 2023年4月13號  | 平壤市江東郡 經緯度： 39°06′43″N 125°59′51″E / 39.111832°N 125.997618°E | 無         | 成功     | 這次是火星18的首次試射，飛彈的射程為1000千米，飛彈達到的最高飛行高度為3000千米。 朝鮮勞動黨總書記金正恩亦在發射現場，視察火星18的首次試射。 |
| 2        | 2023年7月12號  | 平壤市江東郡 經緯度： 39°06′43″N 125°59′51″E / 39.111832°N 125.997618°E | 無         | 成功     | 朝鮮勞動黨總書記金正恩出席發射會場，觀看火星18的二次試射。 這一次火星18的射程達到1001.2千米，達到的最高飛行高度為6648.4千米。               |
| 3        | 2023年12月18號 | 平壤市江東郡 經緯度： 39°06′43″N 125°59′51″E / 39.111832°N 125.997618°E | 無         | 成功     | 朝鮮勞動黨總書記金正恩前往發射現場觀摩火星18的第三次發射過程。 火星18這次的飛行高度為6518.2公里，飛行距離為1002.3公里，飛行時長為4415秒。   |